# Sungai Lala (plaats)
Sungai Lala is een bestuurslaag in het regentschap Indragiri Hulu van de provincie Riau, Indonesië. Sungai Lala telt 873 inwoners (volkstelling 2010).